# George Abel
George Gordon Abel (Melville (Saskatchewan), 23 februari 1916 - Melville (Saskatchewan), 16 april 1996) was een Canadees ijshockeyer. 
Abel was lid van de Canadese ploeg die tijdens de Olympische Winterspelen 1952 in Oslo de gouden medaille won. Abel speelde mee in acht wedstrijden en trof daarin zesmaal doel.